# Journal of the Society of Architectural Historians
Journal of the Society of Architectural Historians är en amerikansk referentgranskad kvartalstidskrift i ämnet arkitekturhistoria. Tidskriften, som utges av University of California Press, grundades år 1941.